# Bayburt
Bayburt (armeni Բաբերդ, Baberd) és una ciutat de Turquia capital de la província de Bayburt. Està a la vora del riu Çoruh i a uns 100 km al nord d'Erzurum.
Els romans i després els romans d'Orient hi tenien un castell que anomenaven Βαιβερδών. Formà part del tema de Càldia. Justinià I el va restaurar. Fou atacat pels àrabs als segles vii i viii. Devastada la comarca pels seljúcides el 1054/1055 va passar a aquestos després de la batalla de Mantziciert del 1071; va estar sota domini dels saltúkides d'Erzurum i la dels danishmèndides de Sivas. Sota Aleix I Comnè (1081-1118) els romans d'Orient la van recuperar temporalment. Va estar més tard sota domini dels seljúcides de Rum i finalment al segle xiv dels ilkhànides de Pèrsia. Era una estació en la ruta de la seda i fou visitada per Marco Polo i per Ewliya Celebi.
Després va estar en mans de djalayàrides i ak koyunlu entre la meitat del segle xiv i el final del segle xv i després va caure en mans dels safàvides, fins al 1514 quan en la campanya de Caldiran fou ocupada pels otomans. Entre 1533 i 1536 es va organitzar eficaçment el eyalat d'Erzurum del que va formar part. Més tard fou un kada (districte) del sandjak d'Erzurum.
Fou ocupada pels russos per primer cop el 1829 i una gran part de la vila fortalesa fou demolida pels bombardejos. Fou retornada als turcs al final de la guerra. La segona ocupació es va produir el 1916 quan els russos van derrotar els otomans a la batalla de Bayburt (juliol) en el marc de l'ofensiva contra Erzindjan.
El 1927 fou inclosa a la província de Gümüşhane. La província de Bayburt fou creada per llei núm. 3578 de 21 de juny de 1989.
Tenia una població el 1935 de 10.338 habitants (el districte 64.813 habitants). La producció de llana, pells i cereals són els seves principals activitats. La ciutat disposa de 535.780 m² de parcs, horts i jardins

## Llocs destacats
- Antic castell romà d'Orient (ruïnes)
- Mesquites destacant Ulu Camii del temps del seljúcida Masud II (restaurada el 1967), Ferahşat Bey, dels ak koyunlu (anterior a 1507) i Yakutiyya (de 1915)
- Banys
- Tombes
- Ciutat soterrània de Catalcesme
- Cascada de Sirakayalar
- Gençlik Parkı" (Parc de la Joventut)
- Şehit Nusret Bahçesi" (Jardins del màrtir Nusret)
- Parc de Genç Osman (Genç Osman Parkı)
- Coves de Çimağıl Mağarası i Helva Köyü Buz Mağarası

## Personatges
- Irsadi Baba
- Aglar Baba